# غوستاف كوربيه
جان ديزيريه گوستاڤ كوربيه ((بالفرنسية: Jean Désiré Gustave Courbet)‏، 
تنطق بالفرنسية: [ɡystav kuʁbɛ]
؛ (10 يونيو 1819 - 31 ديسمبر 1877)، هو رسام فرنسي تزعم الحركة الواقعية في الرسم الفرنسي في القرن التاسع عشر. حلت الحركة الواقعية محل الحركة الرومانسية (من أشهرها لوحات تيودور جيريكو واوجين دلاكروا) ومدرسة باربيزون والإنطباعيون. شغل كوربيه مكانة مرموقة في الرسم الفرسين في القرن التاسع عشر كمبدع وفنان يتقن تجسيد أبرز الأحداث الاجتماعية في أعماله.
| « | أنا في الخمسين من عمري ودائماً ما عشت في جو من الحرية؛ دعوني أنهي حياتي حراً؛ عندما أموت قولي لي: لم يكن ينتمي لأي مدرسة، ولا أي كنيسة، ولا أي مؤسسة، ولا أي أكاديمية، ولا لأي نظام عدا نظام التحرر.' | » |

## نبذة عنه
غوستاف كوربيه هو أحد رواد المدرسة الواقعية بالفن، ولد لاب مزارع، ذهب غوستاف لدراسة الحقوق في باريس عام 1840 ولكنه سرعان ما ترك الدراسة ليتجه إلى دراسة الفنون الجميلة التي كان مغرماً بها. بدأ بتعلم الرسم من خلال المراسم الحرة في سويسرا، حيث كان يرسم نماذج للموديلات ورسومات تمثل الطبيعة، كما أنه زار متحف اللوفر ليقلد الأعمال الفنية التي يحتويها المتحف.
عرض أعماله في عدد من صالونات الفن، بعضها لاقت الثناء وغيرها قوبلت بالرفض كلوحته المسماة (هوماك) بسبب الأسلوب الجامد الخالي من العاطفة الذي يطغي على اللوحة، أما لوحته (بعد العشاء في أورنان) فقد وصفها الفنان الكبير ديلاكروا بأنها عمل ثوري.
كان لتعرفه على الأديبين برودون وشانفلوري أثر كبير في تغير مساره الفني وخصوصاً الأخير الذي كان أول من أطلق اسم الواقعية في الفن التشكيلي، ذلك الأسلوب الذي طوره لاحقاً كوربيه وتجلى في جل أعماله حتى أنه كان يوصي مريديه من الفنانين الشباب بنقل ما يرونه بشكل صادق في أعمالهم دون مبالغة.

### تلاميذه
- هنري فانتان-لاتور
- هكتور هانوتو
- اولاف إيزاكسن

## معرض الصور

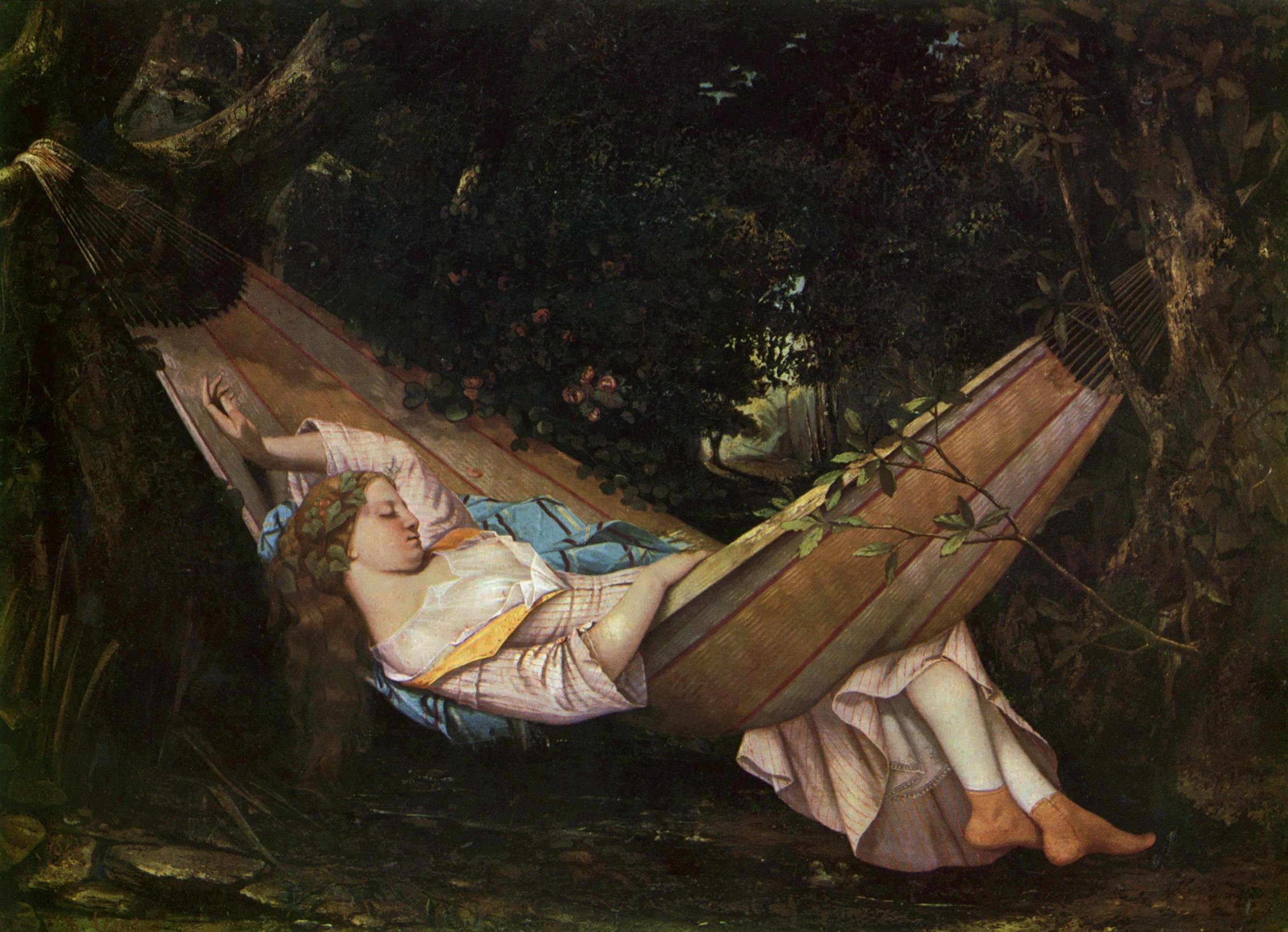
لوحة هوماك عام 1844 لم تلاقي الإقبال.
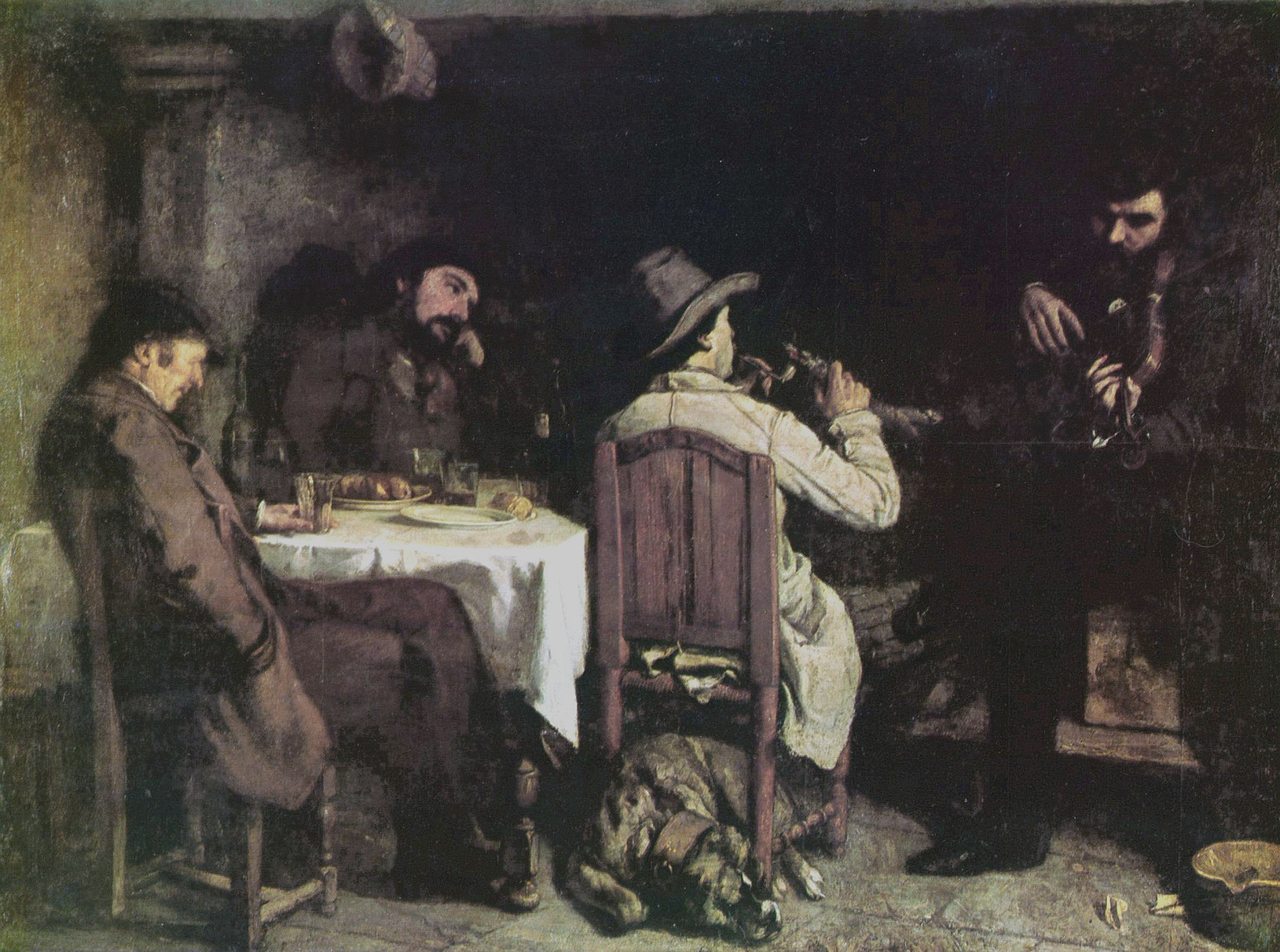
بعد العشاء في اورنان عام 1849.